# Nova srpska politička misao
Nova srpska politička misao izdavačka je kuća iz Beograda i istoimeni politološki mjesečnik.
Nova srpska politička misao bila je prvi i trenutno je jedini specijalizirani časopis za politologiju u Srbiji, koji je, sredinom 90-tih, u nepovoljnim ratnim uvjetima, pokrenula skupina intelektualaca mlađe generacije. Nezadovoljni stanjem u društvu i mogućnostima neposrednog političkog djelovanja, skupina se opredijelila za pronalaženjem alternative. Nova srpska misao predstavljala je širi društveni projekt, dok je istoimeni časopis predstavljao samo njegov najvidljiviji materijalni aspekt. Drugim riječima, radilo se o tome da se iznađe i javno demonstrira teorijsko-politička alternativa uveliko anakronoj, "staroj" srpskoj političkoj misli, "opterećenoj ksenofobijom, mapama i granicama", na koju se režim Slobodana Miloševića pretežno oslanjao, ali, istovremeno, uz jedan, "nekontroverzan patriotski angažman".